# 이문동
이문동(里門洞)은 서울특별시의 동대문구에 위치해 있는 동의 명칭이다.

## 개요
이문동은 조선시대 이곳에 오늘날의 방범초소 역할을 했던 이문(里門)이 있었다 하여 붙은 이름이다. 이문이란 성문이나 일반가옥의 대문과 비교해 볼 수 있는 것으로, 큰 가로에서부터 마을로 들어오는 골목길 또는 큰길로 이어지는 작은 길 어귀에 마을문으로 설치된 것이다. 조선시대의 이문은 국가적 방범시책으로서 1465년 세조 11년에 처음 한성에 설치함과 동시에 전국적으로 실시하게 되었다. 1894년 갑오개혁 때에는 동서 인창방 동소문 외계 이문동으로 불리었다. 1911년 4월 1일 5부 8면의 실시로 경기도 경성부 인창면 이문동으로 칭하다가, 1914년 4월 1일 경성부 축소에 따라 경기도 고양군 숭인면 이문동이 되었다. 1936년 4월 1일 경성부 확장에 따라 경성부에 편입되면서 이문정(里門町)으로 칭하고, 1943년 구제 실시로 동대문구에 속하게 되었다. 해방후 1946년 10월 1일 일제식 동명인 이문정을 이문동으로 복구시켰다. 1970년 5월 18일 이문동을 이문1동, 2동, 3동으로 나누었고, 2009년 5월 4일 이문1동과 이문2동 통합하여 이문1동으로 하고, 이문3동을 이문2동으로 개칭하였다.

## 법정동
- 이문동

## 교육
- 서울이문초등학교
- 서울청량초등학교
- 경희중학교
- 경희여자중학교
- 경희고등학교
- 경희여자고등학교
- 한국외국어대학교

## 교통
- 수도권 전철 1호선
  - 외대앞역 - 신이문역

## 아파트
| 래미안 이문1차         | 삼성물산㈜ 건설부문       |  |
| 래미안 이문2차         | 삼성물산㈜ 건설부문       |  |
| 래미안 라그란데 1단지  | 삼성물산㈜ 건설부문       |  |
| 래미안 라그란데 2단지  | 삼성물산㈜ 건설부문       |  |
| 이문아이파크자이 1단지 | 현대산업개발 ㈜지에스건설 |  |
| 이문아이파크자이 2단지 | 현대산업개발 ㈜지에스건설 |  |
| 이문아이파크자이 3단지 | 현대산업개발 ㈜지에스건설 |  |
| 이문 e편한세상         |                           |  |
| 이문 금호어울림        |                           |  |
| 이문 중앙하이츠        |                           |  |